# Otočić Veliki Brijun
Otočić Veliki Brijun är en ö i Kroatien.   Den ligger i länet Istrien, i den västra delen av landet, 200 km sydväst om huvudstaden Zagreb. Arean är 5,7 kvadratkilometer.
Terrängen på Otočić Veliki Brijun är mycket platt. Den sträcker sig 4,5 kilometer i nord-sydlig riktning, och 3,9 kilometer i öst-västlig riktning.  Runt Otočić Veliki Brijun är det i huvudsak tätbebyggt.